# Jonathan Raban
Jonathan Mark Hamilton Priaulx Raban (Fakenham, 14 giugno 1942 – Seattle, 17 gennaio 2023) è stato uno scrittore e viaggiatore britannico, autore di racconti di viaggio e romanzi.

## Biografia
Nato il 14 giugno 1942 a Fakenham dal pastore anglicano Peter e da Monica Raban, ha compiuto gli studi all'Università di Hull (dove è diventato amico di Philip Larkin) e successivamente alla University of East Anglia prima di trasferirsi a Londra nel 1969 e lavorare come giornalista freelance condividendo l'appartamento con il poeta statunitense Robert Lowell.
Appassionato viaggiatore, è principalmente noto per i suoi racconti di viaggio che spaziano dal Medio Oriente (Arabia attraverso lo specchio) al fiume Mississippi (Old Glory: An American Voyage) fino al tour di 4000 miglia in checchia tra l'Inghilterra, la Scozia e il Galles (Coasting).
È morto a Seattle (dove viveva dal 1990) all'età di 80 anni il 17 gennaio 2023 a causa delle complicazioni di un ictus che aveva avuto nel 2011.

## Opere (parziale)

### Romanzi
- Foreign Land (1985)
- Waxwings (2003)
- Surveillance (2006)

### Libri di viaggio
- Soft City (1974)
- Arabia attraverso lo specchio (Arabia Through the Looking Glass, 1979), Milano, Serra e Riva, 1989 traduzione di Adriana Crespi Bortolini ISBN 88-7798-030-3.
- Old Glory: An American Voyage (1981)
- Coasting (1986)
- Hunting Mister Heartbreak: A Discovery of America (1990),
- The Oxford Book of the Sea (1992)
- Bad land: una favola americana (Bad Land: An American Romance, 1996), Torino, Einaudi, 1998 traduzione di Igor Legati ISBN 88-06-14572-X.
- Passaggio in Alaska: da Seattle a Juneau (Passage to Juneau: A Sea and Its Meanings, 1999), Torino, Einaudi, 2003 traduzione di Marco Bosonetto ISBN 88-06-16585-2.
- Driving Home: An American Journey (2011)

## Premi e riconoscimenti

### Vincitore
Heinemann Award
- 1981 con Old Glory: An American Voyage

Thomas Cook Travel Book Award
- 1981 con Old Glory: An American Voyage
- 1991 con Hunting Mister Heartbreak

National Book Critics Circle Award
- 1996 nella categoria "Saggistica" con Bad land: una favola americana[5]

### Finalista
Booker Prize
- 2003 nella longlist Waxwings[6]